# Rabindranath Tagore
Rabindranat Tagore i/rəˈbindrəˈnɑːt ˈtɑːɡɔr/; tudi Rabīndranāt Thākur), vzdevek Gurudev, * 7. maj 1861, Kolkata, Britanska Indija, † 7. avgust 1941, Kolkata, bengalski polihistor, nobelovec, »Bengalski bard« je preoblikoval bengalsko književnost in glasbo kot tudi indijsko umetnost pod vplivom modernizma poznega 19. in zgodnjega 20. stoletja. V bengalsko poezijo in prozo klasičnega sanskrta je vpeljal svež, moderni in pogovorni jezik. Bil je prvi izven-evropski prejemnik Nobelove nagrade za književnost (leta 1913).
Tagore se je rodil v Kolkati v premožni brahminski družini. Rabi, kot so najmlajšega med 13 otroci imenovali, je začel pesniti že pri osmih letih. Star šestnajst let je pod psevdonimom Bhānusiṃha (»Sončni lev«) izdal zbirko pesmi, ki je kot po dolgem času odkrita klasika doživela navdušen sprejem  Leta 1877 je izdal pod lastnim imenom prve kratke zgodbe in drame. Kot humanist, svetovljan in goreč anti-nacionalist, se je uprl britanski nadvladi in se zavzemal za neodvisnost. Uvrščamo ga v zadnjo generacijo širšega hindujskega intelektualnega gibanja bengalska renesansa. Spisal je še številne članke, slike in skice, spesnil več kot dva tisoč pesmi; med njegovo zapuščino je tudi ustanovitev Univerze Vishva-Bharati.
Tagore je vpel bengalsko umetnost v klasične okvire, pri tem pa se je izognil jezikovnim oviram tradicije ter z vero in tradicijo prepletenih liričnih oblik. Njegovi romani, zgodbe, pesmi, plesne drame in eseji so obravnavali tako politične kot osebne teme. Darovanlke, Gora, Dom in svet so njegova najbolj znana dela. Njegove stihe, novele in romane so hvalili - in posnemali - zaradi njihove liričnosti, neposrednosti in nenaravne kontemplacije. Njegove skladbe in besedila je več držav, med njimi Indija, Šrilanka in Bangladeš, izbralo za svojo himno

## Življenjepis

### Otroštvo: 1861–1878
Tagore je bil najmlajši otrok Debendranata Tagore (1817–1905) in Sarade Devi (1830–1875). Otroštvo je doživljal na obsežnem posestvu. Ker mu je mati zgodaj umrla, oče pa je veliko potoval, so ga vzgajali služabniki. Družina je bila v času bengalske renesanse kulturno zelo dejavna: gostili so gledališčne skupine in recitale, redno so imeli koncerte klasične glasbe zahoda, izdajali so celo literarno revijo. Starejši brat Dvidžinedranat je bil pesnik in filozof, drugi brat, Satjendranat, eden prvih elitnih uradnikov dotlej izključno belopolte javne uprave, tretji brat, Džjotirindranat, glasbenik, skladatelj in pisec iger, sestra Svarnakumari pisateljica. Džjotirindranatova žena Kadambari je bila malce starejša od pesnika, kot zelo draga prijateljica je imela velik vpliv nanj. Njen nenadejani samomor leta 1884, kmalu po poroki, ga je še leta dolgo globoko bolel.
Tagore se je, če se je dalo, izogibal učnim knjigam, raje je pohajkoval po domačem posestvu in po okoliških krajih. Brat Hemendranat je skrbel za njegovo duševno in telesno vzgojo, pod njegovim nadzorom je deček preplaval Ganges, hodil po hribih, vadil judo, rokoborbo, gimnastiko. Učil se je risati, se ukvarjal z anatomijo, matematiko, sanskrtom in angleščino - njegov najbolj osovraženi predmet. Tagore ni maral formalne izobrazbe — njegov poizkus na krajevni šoli Presidency College je trajal en sam dan. Leta kasneje je bil mnenja, da pravi pouk ne razlaga stvari; temveč podžiga zanimanje zanje.
Ko je Tagore star enajst let opravil obred odraslosti (upanayan), je z očetom februarja 1873 zapustil Kalkato in šel na pot po Indiji. Obiskala sta očetovo posestvo in Amricar, potem pa se ustavila v himalajskem gorskem letovišču Dalhousie, kjer si je Tagore vzel čas za življenjepise, zgodovinopisje, astronomijo, moderno znanost, sanskrt in klasično poezijo Kālidāse.

Zadnja dva dneva divja nevihta, podobno kot jo opisuje moja pesem—Jhauro jhauro borishe baridhara  [... v njej] na strehi parnika stoji nesrečen brezdomec, premočen od glave do peta  [...] zadnja dva dneva sem si vedno znova popeval to pesem [...] tleskajoč gosti dež, buren veter, šum narasle reke Gorai, vse skupaj je zaživelo v meni, našlo meni nov jezik, postal sem pomemben igralec v tej novi glasbeni drami, ki se odvija pred menoj.

— Pismo Indiri Devi.
Tagore se je nato vrnil domov in 1877 dokončal vrsto pomembnejših del, med drugim dolgo pesem v starinskem stilu, za katero je v šali trdil, da gre za izgubljeno delo Vaiṣṇava poeta Bhānusiṃha, dotlej neznanega in z njegovo pomočjo na novo odkritega pesnika 17. stoletja. Na področju novel je debitiral z delom »Bhikharini« (»Beračica«). Istega leta objavljena zbirka Sandhya Sangit (1882) vsebuje pesem »Nirjharer Swapnabhanga« (»Vzburkani slap«). Začne pisati kratke zgodbe, a še vedno tudi pesni.

### Bangladeš: 1878–1901
Oče je želel, da sin postane odvetnik, zato se Tagore leta 1878 odpravi na šolanje v Angliji. Le za kratek čas se loti študija prava na Univerzitetnem kolidžu v Londonu, a ga kmalu opusti in se loti neodvisnega študija Shakespearea, predvsem njegovih zgodovinskih iger, kot so Religio Medici, Koriolanus in Antonij in Kleopatra. Živahne narodne pesmi Ircev in Škotov kot tudi Angležev naredijo močan vtis nanj, saj je dotlej bil navajen na tradicionalne zadržane speve svoje domovine. Leta 1880 se tako vrne v Bengalijo, brez diplome, a trdno odločen, da brahmansko tradicijo prepoji z vsem, kar evropska tradicija lahko dobrega nudi. Leta 1883 se poroči z Mrinalini Devi, roj. Bhabatarini (1873–1902). Rodi se jima 5 otrok, dvoje jima umre še v otroštvu.
Po vrnitvi v Bengalijo je leta 1890 prevzel skrb za posestvo Shelaidaha (Bengalije ni več, posestvo je sedaj na področju Bangladeša), pri upravljanju se mu 5 let kasneje pridružijo žena in otroci. V tem času izda pesniško zbirko Manasi (1890), eno njegovih najbolj znanih del. Tagore je kot Zamindar Babu, to je upravitelj posestva, na Padmi, bogato opremljeni družinski ladji, obiskoval obrežna posestva in pobiral večinoma nominalno najemnino in blagoslavljal vaščane, ki so mu blagoslov vračali z gostijami—včasih samo s suhim rižem in kislim mlekom. Gagan Harkara, ki ga je pri teh potovanjih spoznal, ga je seznanil z Baul Lalon Shahom, čigar ljudske pesmi so zelo vplivale na Tagorea. Tagore se je zavzemal za širjenje Lalonovih pesmi. Obdobje 1891–1895, ki nosi ime Sadhana po eneom Tagoreovih revij, je njegov najbolj ploden čas; v teh letih je spisal več kot polovico zgodb knjige v treh delih Galpaguchchha. Njene ironične in resne zgodbe so slikale čutno revščino idealiziranega bengalskega podeželja.

### Santiniketan: 1901–1932
Leta 1901 se Tagore preseli v Santiniketan, kjer ustanovi svetišče z marmornato molilnico, poskusno šolo, parkom in knjižnico. Tu mu umrejo žena in dva od njegovih otrok. Njegov oče umre leta 1905. Namesto dediščine ima mesečno rento, ki mu jo plačuje tipurski maharadža, prihodke ima tudi od prodaje nakita, prodaja knjig mu prisluži smešnih 2000 rupij. Prvič se loteva prostega verza in pridobiva na bralstvu.
Novembra 1913 Švedska akademija obvesti Tagora o podelitvi Nobelove nagrade za književnost. Četudi so dotlej prevedli le malo njegove poezije in proze, je Švedska akademija cenila lahkotno in dostopno naravo snovi, nagrada je posebej temeljila na delu z leta 1912 Gitandžali: Žrtvene pesmi. Leta 1915 mu Britanski imperij podeli viteški naslov, ki se mu Tagore po pokolu v Amritsaru leta 1919 odpove.
Leta 1921 Tagore in kmetijski ekonomist Leonard Elmhirst v bližini ašrama v Surulu zgradita Inštitut za rekonstrukcijo podeželja, ki se kasneje preimenuje v Šriniketan ali »Bivališče obilja«, Tagore je s tem želel modernizirati Gandijev Svaradž oziroma protestno gibanje samo. Gandija je občasno krivil za duhovni - in s tem tudi kolonialni propad Britanske Indije. Večkrat in na različne načine je iskal pomoč donatorjev, uradnikov in šolnikov po svetu, da bi »osvobodil deželo okov nemoči in neznanja« z »oživljanjem znanja« v zgodnjih 30 letih se je lotil »pretirane kastne zavesti« in nedotakljivosti. Prirejal je predavanja na ti temi, pisal o herojih med nedotakljivimi v svojih pesmih in dramah in se zavzel - uspešno - zato, da se dalitom - nedotakljivim - dovoli vstop v tempelj Guruvajur. 

### Zadnja leta: 1932–1941
Oblaki prihajajo v moje življenje, dežja več ne nosijo, tudi ne najavljajo nevihte, temveč barvajo moje večerno nebo.

 —Verz 292, Ubežne ptice, 1916.
To obdobje zaznamuje Tagoreova zavezanost humanizmu in prepričanju, da med ljudmi ni nepremostljivih razlik. Tudi pri muslimanih najde pomembne skupne točke. Med obiskom beduinskega taborišča v iraški puščavi maja 1932 mu pravi vodja klana: »Naš prerok je rekel, da je pravi musliman tisti, ki z besedo in dejanji ne škodi sočloveku.« Tagore pravi v dnevniku: »Bil sem presenečen, saj sem v njegovih besedah prepoznal bistvo človečnosti.« Leta 1934 je Bihar prizadel potres s tisoči žrtev. Gandi je v potresu videl karmo, ki je zaradi odnosa družbe do nedotakljivih vzrok za številne mrtve. Tagore se je njegovim zločestim namigovanjem javno uprl.  Veliko je govoril o nenehni revščini Kolkate in o družbenem ter ekonomskem propadu Bengalije.
Tagore se je lotil tudi esejev o znanosti. Njegovo veliko spoštovanje znanstvenih odkritij in znanstvenih zakonov, raziskovanje biologije, fizike in astronomije je našlo pot tudi v njegovo poezijo. Zadnjih pet let je trpel zaradi kroničnih bolečin in prestal dvoje dolgih bolehnih obdobij. Leta 1937 je izgubil zavest in padel v komo, podobno tudi leta 1940, vendar si je po tem obdobju opomogel. Umrl je pri starosti osemdesetih let 7.avgusta 1941 v hiši, kjer je tudi odrasel. Do zadnjega dne je pesnil. Svojo poslednjo pesem je narekoval 30. julija 1941.
Zgubljen sem sredi svojega rojstnega dneva. Pogrešam svoje prijatelje, njih dotik, s poslednjo ljubeznijo zemlje. Čaka me poslednji dar življenja, poslednji blagoslov ljudi. Danes je moja vreča prazna. Dal sem prav vse, kar sem imel dati. In karkoli bom dobil zato—malo ljubezni, malo odpuščanja—bom vzel s seboj na ladjo, ki me prepelje na proslavo z nemim koncem.

### Potovanja
Med letom 1878-1932 je Tagore obiskal več kot trideset držav v petih celinah. Med drugim je bil tudi v Sloveniji. Leta 1912 so bila njegova prevedena dela predstavljena v Angliji, kjer je bil deležen promocije in pozornosti misijonarja in Gandijevega učenca Charlesa F. Andrewsa, irskega pesnika Williama Butlerja Yeatsa, Ezre Pounda, Roberta Bridgesa, Ernesta Rhysa, Thomasa Sturga Moora in drugih. Yeats je napisal uvod v angleški prevod Gitanžalija. Slednje delo je sorazmerno je sorazmerno zgodaj prevedel v slovenski jezik tudi Alojz Gradnik skupaj s še drugimi zbirkami od leta 1921 do 1924. Novembra 1912 Tagore prične promocijo po Združenih državah in Angliji. Od 1916-1917 potuje tudi na Japonsko. Ni bil podpornik nacionalizma in je bil zato visoko cenjen med mirovniki,
63-letni Tagore sprejme vabila in obišče Peru, Mahiko, Argentino v zameno za plačilo. Ko se vrne domov, se odpravi naprej v Italijo, maja leta 1926 se seznani s Benitom Mussolinijem v Rimu.
Tagore in dva kolega odidejo za štiri mesece po jugovzhodni Aziji po Baliju, Javi, Kuali Lumpur, Tajski in Singapurju. Odide v Evropo za leto dni. Vedno več razlaga o odnosih med Indijci in Britanci. Obišče Švico, Dansko, Nemčijo in Sovjetsko zvezo. Tagore izmenja stališča med potovanji z znanimi kulturniki in znanstveniki, kot so Henri Bergson, Albert Einstein, Robert Frost, Thomas Mann, George Bernard Shaw, H.G. Wells.itd. Tagore je kot umetnik bil v stiku z različnimi družbami in bil odprt za vse vrste kultur, zato ga še vedno štejejo predvsem za človeka, ki je bil pred svojim časom.

## Dela
Četudi je znan predvsem po svoji poeziji, je Tagore pisal romane, eseje, kratke zgodbe in tisoče pesmi. Kar se tiče proze, se najvišje cenijo njegove kratke zgodbe, ki so bila, vsaj kar se tiče bengalščine, prve sploh. Dela so po tonu ritmična, optimistična in lirična po naravi. Snov je iskal v preprostih vsakdanjih rečeh. Strokovne teme so se prepletale z zgodovinske, jezikoslovne in spiritualne teme. Pisal je tudi avtobiografije in potopise.

### Glasba
Tagore je bil deloven skladatelj z 2230 pesmi z njegovim avtorstvom. Pesmi so bile zlahka vrinjene v njegova drugačna dela, obsegala pa so prav vsa čustva človeške izkušnje, v žanrih pa so segale od duhovnih himn tja do erotičnih kompozicij.
Leta 1971 je pesem Amar Shonar Bangla postala državna himna Bangladeša. Bangladesh. Tagore jo je - ironija - spesnil kot protest proti delitvi Bengalije po občinskih mejah, ko so vzhodno Bengalijo z muslimansko večino odsekali - v strahu, da bi prišlo do krvoprelitja - od vzhodne Bengalije in njene hindujske večine. Za Tagoreja je bila delitev poskus zatreti gibanje za neodvisnost, tako da se je zavzel za enotnost Bengalije proti strujam, ki so bile za ločitev. Jana Gana Mana je spisana v shadhu-bhasha, sanskritizirani obliki bengalščine, in je prva od petih kitic brahmanske himne, ki jo je Tagore skomponiral. Bila je prva od pesmi, ki so jo zapeli na skupščini indijskega narodnega kongresa leta 1911 v Kalkati in ki jo je ustanovna skupščina republike Indije leta 1950 sprejela za državno himno.

### Slike
Pri šestdesetih se je Tagore lotil slikanja in risanja. Uspešne razstave mnogih njegovih slikarskih del so bile razstavljene po Evropi. Za razstavo so ga navdušilli umetniki, ki jih je spoznal na jugu Francije. Po slikah sodeč bi lahko bil barvno slep, izbiral je barve in nenavadno estetiko. 

### Gledališče
Pri šestnajstih letih je igralec v uprizoritvi Molierovih del pod vodstvom svojega brata. Pri dvajsetih napiše svojo prvo dramo-opero Valmiki Pratibha (Genij iz Valmiki), kjer se vidi zahodnjaški vpliv, ko vrine med sicer zelo meditativne vsebine tudi adaptacijo ljudskih in pivskih pesmi. Naslavljal je zelo različne tematike, v slovenski jezik je prevedena tudi Pošta (napisana 1942, ko se je na primer loteval teme varšavskega geta in zdravniških dilem ob skrbi za sirote. Biografinja Betty Jean Lifton je celo sumila, da lik Korczak, v dvomih o tem, ali se lahko odloča o tem, kako in kdaj umreti, olajša otrokom pot v gotovo smrt. 

### Romani
Tagore je napisal osem romanov in štiri novele, tj. krajše romane. Najbolj viden je Ghare Baire oziroma Dom in svet, ki naslavlja indijski nacionalizem, terorizem in verski žar, ki se konča s smrtno rano mladega junaka, ki se prepusti času. Roman je nastal kot posledica depresivnega obdobja Tagora leta 1914.
Gora se je lotevala indijske identitete, podobno kot Dom in svet, a tokrat namenoma prepreden z ljubezenskim trikotnikom in močno tako družinsko kot versko zgodbo. Irska sirota po uporu sepojev, odraste v indijski družini z imenom Gora. Ker se ne zaveda svojih korenin, se popolnoma spoji s hindujsko kulturo in politiko. Zaljubi se v brahmansko dekle, kar prisili njegovega očeta, da mu objasni njegovo poreklo. Gora še vedno željan politike in prihodnosti, kakršno si je zamislil, se mora spopasti tako s tradicijo, kolonializmom, kot tudi s tem, kdo je, ko ljubi.
Napisal je tudi roman Jogajog, Šešer Kobita oziroma Zadnja pesem, a nobena od teh knjig ni prevedena v slovenski jezik.

### Pesnitve
Tagore ohranja pesniški slog, ki ima tradicijo še iz 15. in 16. stoletja. Klasični formalizmi so obsegali vse od komičnega, vizionarskega in ekstaze. Najbolj zrele pesnitve so uporabljale bangalsko ljudsko izročilo. Takšne pesmi, osvežene in ponovno popularizirane, so romantizirale življenje in tudi bile na nek način upor proti meščanski verski in socialni pravovernosti. 
Modernizmu in realizmu, ki je postala nova tehnologija pripovedovanja v bengalski literaturi, je nasprotoval z eksprimentalno literaturo.
Tagorejeve pesnitve so bile komponirane s pomočjo različnih skladateljev kakršni so bili Arthur Shepherd, Aleksander Zemljinski, Josef Bohuslav Foerster, Leoš Janáček, Garry Schyman, Richard Hageman.

## Politika
Tagore se je upiral imperializmu in podpiral indijske nacionaliste. Vidno se je zavzemal za izobraževanje in samopomoč in tako izpostavljal britansko administracijo in nadvlado kot posledico družbene bolezni indijskega naroda. Slepa revolucija bi po njegovem lahko povzročila veliko škode, zato je potrebno krepiti trajnostno izobraževanje.
Takšni pogledi so mnoge razjezili. Skorajda je bil žrtev atentata v ZDA v San Franciscu v letu 1916. S pesmijo je krepil indijsko gibanje za neodvisnost. Dvoje njegovih političnih pesmi »Chitto Jetha Bhayshunyo« (»Kamor gre misel brez strahu«) in »Ekla Chalo Re« («Če se niso odzvali na tvoj klic, pojdi sam«), je pridobilo navdušenje, slednjo je zelo cenil Gandhi. Četudi je bil kritičen do aktivizma, kakršnega je ponudil Gandhi, je bil Tagore vseeno ključen pri razreševanju konflikta Gandhi–Ambedkar (predstavnik nedotakljive kaste je v razpravi imel pomembne pomisleke o volilni kvoti nedotakljive kaste v novi indijski ustavi) in tako omehčal vsaj eno od Gandhijevih gladovnih stavk »do smrti«.

## Vpliv njegove umetnosti, osebnosti
Njegov rojstni dan se še vedno praznuje z nekaterimi festivali in lokalnimi dogodki. Za časa njegovega življenja je bila njegova poezija izredno pomembna za povojno razumevanje okolja. Veliko angleških literarnih teoretikov je iskalo in podpiralo indijskega pesnika, da bi mu dali mesto v svetovni pesmi, pa tudi da bi dali Indiji njen lasten glas. Ker je večino svojih pesmi prevedel sam v angleščino, iz katere se je kasneje širila po svetu, je še vedno veliko kritičnih besed namenjenih prav temu, kako ključna je za razumevanje njegove pesmi bengalščina, ki je jezik, v katerem je pesnil in je tako najbolje hranila vse besedne in drugačne igre, ki niso vedno dobre prevedljive ali prevedene, četudi je delo opravil pesnik sam.

Ker je bil po prvi svetovni vojni eden bolj prepoznavnih pesnikov, je postal nemudoma pomemben vpliv po svetu, tako je vplival med drugim tudi na Pabla Nerudo in Španca: José Ortega y Gasset, Zenobia Camprubí. Na različnih koncih sveta so društva, ki zbirajo in prevajajo njegove pesmi.